# Gonzalo Castro
Gonzalo „Gonzo“ Castro Randón (* 11. Juni 1987 in Wuppertal) ist ein ehemaliger deutsch-spanischer Fußballspieler. Er stand zuletzt bei Arminia Bielefeld unter Vertrag. Castro kam vor allem im zentralen Mittelfeld zum Einsatz, konnte aber auch als Außenverteidiger auflaufen. Die meisten seiner 628 Partien als Profi (370) absolvierte er innerhalb von zehn Jahren für seinen Ausbildungsverein Bayer 04 Leverkusen. Castro wurde 2009 mit der deutschen U21-Nationalmannschaft Europameister und gewann mit Borussia Dortmund im Frühjahr 2017 den DFB-Pokal. 

## Vereinskarriere

### Anfänge
Castros Eltern stammen aus dem Süden Spaniens, von wo sie mit etwa 20 Jahren nach Deutschland auswanderten. Castro begann seine Karriere beim Post SV Wuppertal. Weitere Stationen während seiner Jugend waren Viktoria Rott und der SV Bayer Wuppertal.

### Bayer 04 Leverkusen
1999 wechselte Castro in die Jugend von Bayer 04 Leverkusen. Zur Saison 2004/05 stieg er in die Profimannschaft von Leverkusen auf. Sein erstes Spiel in der Bundesliga bestritt er im Januar 2005, als er am 18. Spieltag beim Auswärtssieg gegen Hannover 96 einen Kurzeinsatz hatte. Trotz seines jungen Alters von nur 17 Jahren wurde er auch bereits in der Champions League eingesetzt. In der gesamten Spielzeit kam er auf 13 Ligaeinsätze und stand ab dem 24. Spieltag immer in der Startaufstellung.
In der Saison 2005/06 wurde er in der ersten Saisonhälfte regelmäßig variabel in der Defensive und im Mittelfeld eingesetzt. In der Rückrunde war er aber nur Ergänzungsspieler und spielte nebenher auch in der zweiten Mannschaft. Insgesamt kam er auf 21 Bundesligaspiele. Ab 2006 rückte Castro dann vom defensiven Mittelfeld in die Abwehrreihe der Leverkusener und spielte sich mit soliden Leistungen in die Stammelf. Ab der Saison 2007/08 kam Castro zunächst auf der Rechtsverteidiger-Position zum Einsatz. Zur Saison 2011/12 spielte er auch auf der rechten Mittelfeldposition.
Zwischenzeitlich auch als linker Verteidiger eingesetzt, spielte Castro seit der Saison 2012/13 offensiver im Mittelfeld. Er war aufgrund seiner Konstanz zu einem der wichtigsten Leverkusener Spieler geworden, was sich auch in den Einsatzzeiten widerspiegelte: In 31 Ligaspielen spielte Castro fast immer durch und erzielte sechs Tore.

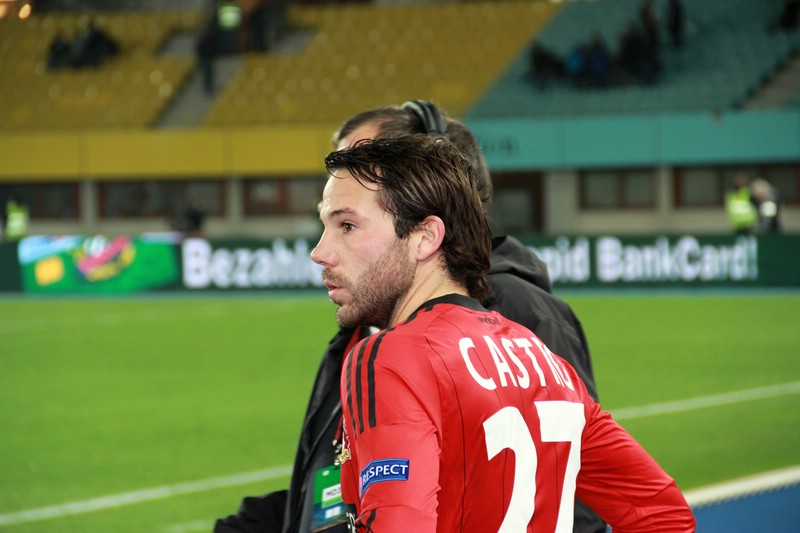
Gonzalo Castro (2012)

In der Saison 2013/14 hatte Castro mit fünf Toren und zehn Torvorlagen in 30 Spielen eine seiner persönlich erfolgreichsten Spielzeiten für Leverkusen. In der Spielzeit 2014/15 hatte Castro mit größeren Verletzungsproblemen zu kämpfen und bestritt nur 22 Ligaspiele, da er aufgrund eines Muskelfaser- und eines Meniskusrisses mehrfach ausfiel. Castro absolvierte bei Bayer 04 Leverkusen außerdem eine Ausbildung zum Sport- und Fitnesskaufmann.

### Borussia Dortmund
Zur Saison 2015/16 wechselte Castro nach zehn Jahren als Profi bei Bayer 04 Leverkusen per Ausstiegsklausel zu Borussia Dortmund. Die Ablösesumme wurde von den Medien auf 11 Mio. Euro geschätzt. Er erhielt einen Vierjahresvertrag bis zum 30. Juni 2019. In seiner ersten Saison für den BVB absolvierte er 41 Pflichtspiele, darunter 25 Bundesligaspiele mit 3 erzielten Toren und 7 Torvorlagen. In der folgenden Saison 2016/17 kam er auf eine ähnliche Bilanz. Am 15. März 2017 verlängerte Castro seinen Vertrag beim BVB vorzeitig um ein weiteres Jahr bis zum 30. Juni 2020. In der Spielzeit 2017/18 zunächst Stammspieler unter Trainer Peter Bosz, kam er unter dessen Nachfolger Peter Stöger in der Rückrunde nur noch in sieben Bundesligapartien zum Einsatz, in den letzten sechs Spielen gar nicht mehr.

### VfB Stuttgart
Zur Saison 2018/19 wechselte Castro zum VfB Stuttgart. Er unterschrieb einen Vertrag bis 2021. In seiner ersten Spielzeit belegte er mit dem VfB den drittletzten Tabellenplatz in der Bundesliga und verlor die Relegation gegen den 1. FC Union Berlin. In der folgenden Zweitligasaison 2019/20 gelang der direkte Wiederaufstieg. In der Bundesligasaison 2020/2021 war Castro Mannschaftskapitän des VfB. Im April 2021 gab der VfB bekannt, den Ende Juni 2021 auslaufenden Vertrag Castros nicht zu verlängern.

### Arminia Bielefeld
Nachdem Castro in der Hinrunde der Saison 2021/22 vereinslos gewesen war, schloss er sich Ende Dezember dem abstiegsbedrohten Erstligisten Arminia Bielefeld an. Er unterschrieb einen bis zum Saisonende laufenden Vertrag mit einer Option auf Verlängerung, die aber nicht genutzt wurde. Im Sommer 2022 verließ er die Arminia.
Im September 2022 gab er sein Karriereende im Profibereich bekannt. In den höchsten beiden Spielklassen standen am Ende seiner Laufbahn fast 450 Einsätze.

### TuS 1887 Roland Bürrig
Seit dem Winter 2025 spielt Castro für den TuS 1887 Roland Bürrig e. V. im Amateurbereich. Er hat sich dem Leverkusener Stadtteilverein in der Kreisliga B angeschlossen. In seiner ersten Saison für Roland Bürrig schoss er 4 Tore und schaffte als Tabellenführer den Aufstieg in die Kreisliga A.

## Nationalmannschaft
In seiner Jugend wurde Castro vom spanischen Fußballverband zu diversen Lehrgängen eingeladen, bestritt jedoch kein Länderspiel für eine spanische Junioren-Auswahl. Stattdessen entschied er sich als 18-Jähriger, künftig im Falle einer Nominierung für den DFB aufzulaufen. Anschließend wurde er Anfang des Jahres 2006 für drei Testländerspiele in die deutsche U21-Nationalmannschaft berufen. In dieser schaffte Castro es, sich einen Platz im deutschen Kader für die Endrunde der Europameisterschaft 2006 in Portugal zu erspielen, in der Deutschland in der Gruppenphase ausschied. Castro war später beteiligt am Gewinn der U21-EM 2009 in Schweden unter Bundestrainer Horst Hrubesch. Beim 4:0-Sieg im Finale gegen England erzielte er das 1:0.
Am 18. März 2007 wurde der Defensivspieler von Bundestrainer Joachim Löw für das EM-Qualifikationsspiel gegen Tschechien und für das Freundschaftsspiel gegen Dänemark in die deutsche A-Nationalmannschaft eingeladen. Am 28. März 2007 absolvierte er sein Debüt bei einer 0:1-Niederlage in Duisburg gegen Dänemark. Castro stand letztmals im Februar 2008 im Kader der A-Nationalmannschaft. Bis November 2007 hatte er fünf A-Länderspiele absolviert.

## Nach der aktiven Karriere
2025 schloss er den Lehrgang „Management im Profifußball“ von DFB und DFL ab.

## Erfolge

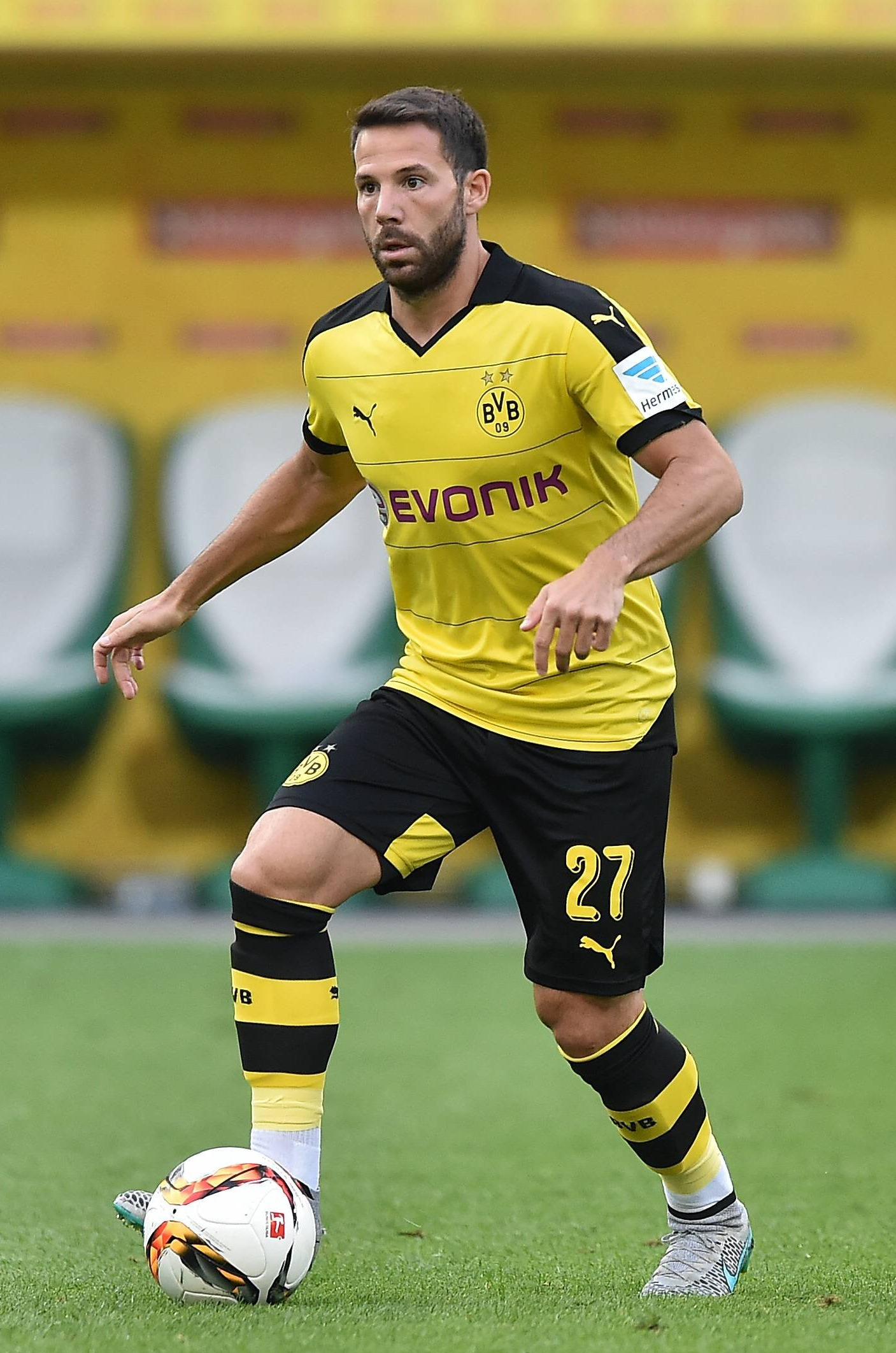
Gonzalo Castro (2015)

### Verein
Bayer 04 Leverkusen
- DFB-Pokal-Finalist: 2009
- Deutscher Vizemeister: 2011

Borussia Dortmund
- DFB-Pokal-Sieger: 2017
  - Finalist: 2016
- Deutscher Vizemeister: 2016

VfB Stuttgart
- Aufstieg in die Bundesliga: 2020

### Nationalmannschaft
- U-21-Europameister: 2009

## Saisonstatistik
| Verein              | Liga            | Saison          | Liga   | Liga | DFB-Pokal | DFB-Pokal | Ligapokal | Ligapokal | Europapokal | Europapokal | Gesamt | Gesamt |
| Verein              | Liga            | Saison          | Spiele | Tore | Spiele    | Tore      | Spiele    | Tore      | Spiele      | Tore        | Spiele | Tore   |
| ------------------- | --------------- | --------------- | ------ | ---- | --------- | --------- | --------- | --------- | ----------- | ----------- | ------ | ------ |
| Bayer 04 Leverkusen | Bundesliga      | 2004/05         | 13     | 0    | -         | -         | -         | -         | 1           | 0           | 14     | 0      |
| Bayer 04 Leverkusen | Bundesliga      | 2005/06         | 21     | 0    | 2         | 0         | 1         | 0         | 2           | 0           | 26     | 0      |
| Bayer 04 Leverkusen | Bundesliga      | 2006/07         | 26     | 3    | 1         | 0         | 1         | 0         | 11          | 0           | 39     | 3      |
| Bayer 04 Leverkusen | Bundesliga      | 2007/08         | 33     | 1    | 1         | 0         | -         | -         | 11          | 0           | 45     | 1      |
| Bayer 04 Leverkusen | Bundesliga      | 2008/09         | 27     | 2    | 6         | 0         | -         | -         | -           | -           | 33     | 2      |
| Bayer 04 Leverkusen | Bundesliga      | 2009/10         | 29     | 1    | 1         | 0         | -         | -         | -           | -           | 30     | 1      |
| Bayer 04 Leverkusen | Bundesliga      | 2010/11         | 23     | 3    | 1         | 0         | -         | -         | 8           | 3           | 32     | 6      |
| Bayer 04 Leverkusen | Bundesliga      | 2011/12         | 31     | 2    | 1         | 0         | -         | -         | 8           | 0           | 40     | 2      |
| Bayer 04 Leverkusen | Bundesliga      | 2012/13         | 31     | 6    | 3         | 0         | -         | -         | 6           | 2           | 40     | 8      |
| Bayer 04 Leverkusen | Bundesliga      | 2013/14         | 30     | 5    | 3         | 0         | -         | -         | 6           | 0           | 39     | 5      |
| Bayer 04 Leverkusen | Bundesliga      | 2014/15         | 22     | 2    | 3         | 0         | -         | -         | 7           | 0           | 32     | 2      |
| Gesamt              | Gesamt          | Gesamt          | 286    | 25   | 22        | 0         | 2         | 0         | 60          | 5           | 370    | 30     |
| Borussia Dortmund   | Bundesliga      | 2015/16         | 25     | 3    | 5         | 3         | -         | -         | 11          | 1           | 41     | 7      |
| Borussia Dortmund   | Bundesliga      | 2016/17         | 28     | 3    | 7         | 0         | -         | -         | 7           | 1           | 42     | 4      |
| Borussia Dortmund   | Bundesliga      | 2017/18         | 19     | 0    | 3         | 1         | -         | -         | 6           | 0           | 28     | 1      |
| Gesamt              | Gesamt          | Gesamt          | 72     | 6    | 15        | 4         | -         | -         | 24          | 2           | 111    | 12     |
| VfB Stuttgart       | Bundesliga      | 2018/19         | 25     | 2    | 1         | 0         | -         | -         | -           | -           | 26     | 2      |
| VfB Stuttgart       | 2. Bundesliga   | 2019/20         | 28     | 3    | 3         | 0         | -         | -         | -           | -           | 31     | 3      |
| VfB Stuttgart       | Bundesliga      | 2020/21         | 26     | 4    | 2         | 0         | -         | -         | -           | -           | 28     | 4      |
| Gesamt              | Gesamt          | Gesamt          | 79     | 9    | 6         | 0         | -         | -         | -           | -           | 85     | 9      |
| Arminia Bielefeld   | Bundesliga      | 2021/22         | 12     | 1    | -         | -         | -         | -         | -           | -           | 12     | 1      |
| Gesamt              | Gesamt          | Gesamt          | 12     | 1    | -         | -         | -         | -         | -           | -           | 12     | 1      |
| Karriere Gesamt     | Karriere Gesamt | Karriere Gesamt | 449    | 41   | 43        | 4         | 2         | 0         | 84          | 7           | 578    | 52     |

Quelle: www.footballdatabase.eu

## Wohltätigkeit
Castro engagiert sich für die Jugendkampagne iCHANCE – Besser lesen, besser schreiben! des Bundesverbandes Alphabetisierung und Grundbildung und macht darauf aufmerksam, dass mehr als sieben Millionen Erwachsene nicht richtig lesen und schreiben können.